# Anatole Cressent
Pour les articles homonymes, voir Cressent (homonymie).
Anatole Cressent est un avocat français né le 24 avril 1824 à Argenteuil et mort le 28 mai 1870 à Paris. Mélomane et compositeur amateur, il est l'initiateur du Prix Cressent décerné par l'Académie des beaux-arts, un prix de composition musicale destiné à récompenser un ouvrage lyrique.

## Biographie
Anatole Cressent naît le 24 avril 1824 à Argenteuil. 
Avocat de profession puis agent de change, il est aussi mélomane et compositeur amateur. Dans le domaine musical, il étudie avec Lefébure-Wély et Paul Bernard, et est l'auteur de plusieurs chœurs, mélodies et danses pour piano.  
Mort d'une mauvaise chute de cheval le 28 mai 1870, il est surtout connu pour son legs de 100 000 francs à l'Académie des beaux-arts, à l'origine du Prix Cressent.  

## Prix Cressent
Par testament olographe en date du 25 avril 1869, Anatole Cressent lègue 100 000 francs pour la fondation d'un prix en faveur d'une œuvre dramatique ou symphonique mise en concours. La famille du défunt ajoute 20 000 francs pour constituer la somme définie par Cressent dans son projet d'instituer cette fondation de son vivant :

« Le culte des beaux-arts — et de la musique en particulier — a toujours été l'objet le plus cher de mes prédilections. Les hasards de la vie m'ont empêché d'y consacrer mes facultés et mon temps. Mais, [...] j'ai pu, du moins, assister de près à leurs efforts et à leurs luttes. Cette fréquentation assidue des artistes m'a fourni la conviction que le sort des compositeurs de musique était [...] digne des plus ardentes sympathies, et m'a en même temps inspiré le désir de travailler, dans la mesure de ma fortune, à leur fournir les moyens de production et d'initiation de leurs œuvres aussi favorables que ceux dont sont si largement dotés les peintres, sculpteurs et architectes.
De cette conviction profonde, de ce désir réfléchi, est née la pensée de cette fondation. »

— A. Cressent
Le legs est validé par un décret du président de la République Adolphe Thiers le 12 juillet 1872, et les conditions sont réglées par les amis et exécuteurs testamentaires de Cressent, les compositeurs Paul Bernard et Ernest Boulanger. 
L'organisation de la fondation Cressent prévoit un concours triennal, en trois phases : 
1. Concours préalable pour un poème d'opéra ou un livret d'opéra-comique
2. Concours pour la composition de l’œuvre musicale dramatique
3. Exécution publique de la partition couronnée dans un théâtre

La particularité du concours est en effet d'allouer une somme spécifique pour la représentation de l'ouvrage, en l'occurrence 10 000 francs, tandis que l'auteur du livret et le compositeur reçoivent chacun 2 500 francs à titre individuel,.
La première édition du concours s'ouvre l'année de validation de ces conditions, et le premier récipiendaire du prix Cressent est le compositeur William Chaumet en 1875, pour Bathyle, sur un livret d'Édouard Blau.

## Lauréats du prix Cressent

### Premiers lauréats
- 1875 - William Chaumet pour Bathyle[8], livret d'Édouard Blau, créé le 4 mai 1877 à l'Opéra-Comique[9]
- 1878 - Samuel Rousseau pour Dianora[8], livret de Jules Chantepie, créé le 22 décembre 1879 à l'Opéra-Comique[10]
- 1881 - Georges Hüe pour Les Pantins[8], livret d'Édouard Montagne, créé le 28 décembre 1881 à l'Opéra-Comique[11]
- 1884 - Frédéric Le Rey pour Dans les nuages[8], livret de Jules Rostaing et Prosper Mignard[12]
- 1886 - Edmond Missa pour Juge et partie[8], livret de Jules Adenis d'après Montfleury, créé le 17 novembre 1886 à l'Opéra-Comique[13]
- 1889 - Léon de Maupéou pour L'Amour vengé[8], livret de Lucien Augé de Lassus, créé le 31 décembre 1890[14]
- 1891 - Alix Fournier pour Stratonice[8], livret de Louis Gallet, créé à l'Opéra de Paris le 9 décembre 1892[15]
- 1894 - André Gedalge pour Hélène, livret d'Édouard Blau[8]
- 1897 - Léon Honnoré pour Roudra[8], livret de Saint-Luth, créé au théâtre des Arts de Rouen le 4 mars 1898 sous le titre de Siva[16], et L'Amour à la Bastille d'Augé de Lassus et Henri Hirschmann[8], créé le 14 décembre 1897[17]
- 1899 - Ernest Lefèvre pour Le Follet[8], livret de Pierre Barbier, créé le 1er mai 1900 à l'Opéra-Comique[18]

### AuXXesiècle

#### Évolutions
En 1904-1905, est décidé l'organisation d'une première édition d'un concours Cressent pour une composition musicale symphonique (symphonie, ou suite d'orchestre ou poème symphonique avec soli et chœurs), en parallèle d'éditions consacrées au répertoire lyrique.

#### Quelques lauréats
- 1906 - Eugène Cools pour sa Symphonie en ut mineur et Guy Ropartz pour sa Symphonie en mi majeur avec soli et chœur[20]
- 1910 - Louis Thirion pour une Symphonie créée en 1911 aux Concerts Colonne[21]
- 1936 - Charles Koechlin pour Symphonie d'hymnes[22]